# Pau Football Club
El Pau Football Club, abreujat Pau FC, és un equip de futbol francès refundat el 1959 i situat a Pau (Pirineus Atlàntics).
El Pau FC té el seu origen en l'oratori dels Bleuets de Notre-Dame, creat oficialment el 1920 al barri de Mayolis, que va arribar a la màxima divisió amateur francesa a principis de la temporada 1958-1959. Les autoritats religioses van considerar que el nivell esportiu del patronat havia superat l'estadi d'una simple associació esportiva de barri.
Sota la direcció del seu president-fundador José Bidegain, l'equip principal del patronat dels Bleuets de Notre-Dame es converteix en el Football-Club de Pau i es trasllada als anys 60 a l'estadi del Hameau, amb l'ambició d'arribar a les divisions professionals.
Debilitat per les seves recurrents dificultats financeres, que han obligat el municipi de Pau a intervenir en diverses ocasions, el FC Pau finalment pateix el descens i torna a la Lliga del Sud-Oest. Malgrat l'ambició dels directius, el club no aconsegueix arribar al futbol professional. Als anys 90, el club gasta de manera imprudent en la seva cerca de l'estatus professional, sense aconseguir la promoció a segona divisió en diverses ocasions. En ruïna financera, el FC Pau declara fallida i és descendit el 1995 a la National 2, el quart nivell del futbol francès.
El club es reinicia gràcies a l'impuls de dos exjugadors, Bernard Laporte-Fray i Joël López, i rep el nom de Pau Football Club. Les finances es posen en ordre i el club es stabilitza a la National fins al 2007. Finalment és descendit a la National 2 i el Pau FC torna a la tercera divisió a l'inici de la temporada 2016-2017.
Dos anys després, a 59 anys de la seva fundació, el Pau FC inaugura el primer estadi de la seva història: el Nouste Camp.
Guanyador del campionat de tercera divisió amateur en la temporada 2019-2020, el club viu el període més fructífer de la seva història i busca establir-se de manera duradora en el panorama del futbol francès professional.

## Història
La societat va ser fundada inicialment el 1920, i posteriorment refundada el 1959 a causa de problemes econòmics. El Pau Football Club es va fundar oficialment el 14 de juny de 1995, adoptant els colors groc i blau de la ciutat de Pau. Dos projectes competien per l'adquisició: el d'un exjugador, Bernard Laporte-Fray, i el de l'ex-president del FC Pau des del 1975 fins al 1991, Pierre Clède.

## Cronologia
- 1920: fundació dels Bleuets Notre-Dame de Pau
- 1923: creació de la secció de futbol dels Bleuets Notre-Dame de Pau
- 1951: campió juvenil de França
- 1956: promoció a la Primera Lliga del Sud-Oest de França
- 1958: campió de la Primera Lliga del Sud-Oest de França. Promoció al Championnat National 2 (aleshores tercera divisió).
- 1959: divisió del club amb la constitució del Football Club de Pau. Els voluntaris i els joves es queden amb els Bleuets Notre-Dame de Pau.
- 1995: liquidació judicial de l'FC Pau. El club canvia de nom de nou, ara es diu Pau Football Club. Descens a CFA
- 1998: el Pau FC guanya el títol de Campió Nacional 2 Grup C. El club també arriba als vuitens de final de la Coupe de France, eliminat pel Paris Saint-Germain.
- 1999: promoció a Championnat National 1.
- 2008: descens a Championnat National 2.
- 2016: promoció a Championnat National.
- 2020: promoció a Ligue 2.

## Palmarès

### Competicions nacionals
- Championnat National

2019-2020
- Championnat National 2

1997-1998, 2015-2016

### Competicions regionals
- Copa d'Aquitània: 3

1983-1984, 1995-1996, 2010-2011